# ميشيل غراتون (سياسي)
ميشيل غراتون هو مهندس ومهندس مدني وسياسي كندي، ولد في 1 فبراير 1939 في غاتينو في كندا. نشط حزبياً في حزب كيبيك الليبرالي.